# Legnica (stacja kolejowa)
Legnica – główna osobowa węzłowa stacja kolejowa w Legnicy, położona na linii nr 275 z Wrocławia do Gubinka, stanowiąca jednocześnie początek linii do Katowic, Jerzmanic-Zdroju i Rudnej. Została ona otwarta 18 października 1844. Zatrzymują się na niej wszystkie rodzaje przejeżdżających pociągów. Według klasyfikacji PKP ma kategorię dworca wojewódzkiego.

## Ruch pasażerski
| Rok  | Wymiana roczna | Wymiana pasażerska na dobę | miejsce w Polsce |
| ---- | -------------- | -------------------------- | ---------------- |
| 2017 | 2 480 000      | 6 800                      | 34               |
| 2018 | 2 120 000      | 6 400                      | 42               |
| 2019 | 2 340 000      | 6 400                      | 44               |
| 2020 | 1 430 000      | 3 900                      | 45               |
| 2021 | 1 790 000      | 4 900                      | 41               |
| 2022 | 2 379 000      | 6 500                      | 40               |
| 2023 | 2 591 500      | 7 100                      | 42               |

## Położenie
Stacja położona jest w centralnej części Legnicy, między ulicą Dworcową i Ścinawską w sąsiedztwie legnickiego Starego Miasta, około kilometr od Rynku. Administracyjnie leży w województwie dolnośląskim, w mieście na prawach powiatu Legnica.
Stacja znajduje się na wysokości 115 m n.p.m.

## Historia

### Geneza węzła legnickiego

#### Linia Wrocław-Berlin (Kolej Dolnośląsko-Marchijska)

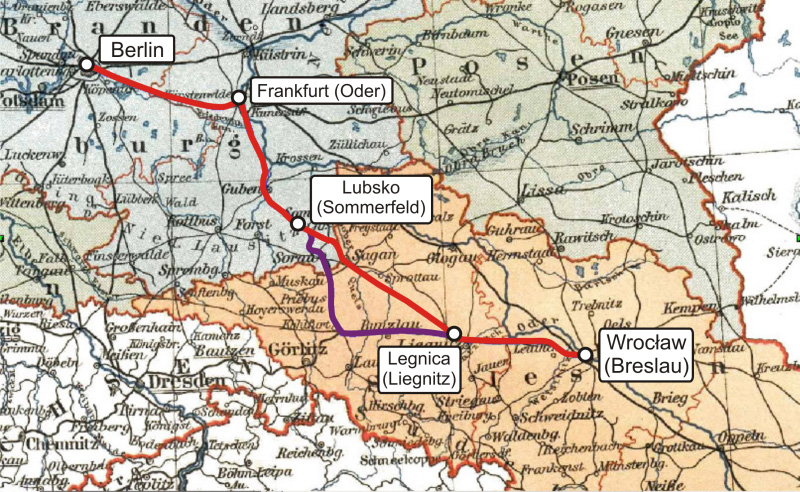
Przebieg linii Kolei Dolnośląsko-Marchijskiej

Kolej w Prusach, budowana od lat 30. XIX wieku, rozwijała się początkowo dzięki działalności prywatnych przedsiębiorstw – towarzystw kolejowych, których działalność koncesjonowało państwo. Powstanie stacji Legnica wiąże się z budową linii kolejowej z Wrocławia do Berlina przez jedno z takich towarzystw – Kolej Dolnośląsko-Marchijską.
Już od 1830, a więc zaledwie 5 lat po udanym uruchomieniu na Wyspach Brytyjskich przez Georga Stephensona pierwszej kolei użytku publicznego, powstały liczne postulaty i projekty budowy połączenia Wrocław – Berlin, w tym projekt Doussiera (przez Bolesławiec i Gubin), plan Steina (przez Żary i Gubin) oraz projekt wrocławski (przez Zgorzelec) przedstawiony przez Towarzystwo Kolei Śląsko-Saksońskiej. Wszystkie te plany zakładały przeprowadzenie linii przez Legnicę. W 1843 na życzenie konkurujących ze sobą przedsiębiorców, pruskie ministerstwo finansów zwołano konferencję, na której powołało Towarzystwo Kolei Dolnośląsko-Marchijskiej z udziałem przedsiębiorców i państwa. Towarzystwu powierzono koncesję na budowę linii Wrocław – Frankfurt nad Odrą, skąd istniało już połączenie kolejowe z Berlinem. 28 sierpnia 1843 spółka przystąpiła do realizacji połączenia i budowany w przyspieszonym tempie odcinek do Legnicy ukończono, zgodnie z przyjętymi założeniami, w 1844. Odcinek ten, a jednocześnie stację Legnica wraz z budynkiem dworca i parowozownią, zostały przekazane do ruchu 18 października 1844. Odcinek do Bolesławca otwarto 1 października 1845, natomiast do Frankfurtu nad Odrą – 1 września 1846.
Równolegle, latem 1844 roku rozpoczęły się prace nad budową odnogi Kolei Dolnośląsko-Marchijskiej do Zgorzelca, pozwalającej na połączenie systemów kolejowych Śląska i Saksonii. Odcinek od stacji węzłowej w Węglińcu do Jędrzychowic koło Zgorzelca otwarto 15 listopada 1846, natomiast połączenie z Görlitz uzyskano 1 września 1847.

#### LiniaBałtyk-Adriatyk(Kolej Wrocławsko-Świdnicko-Świebodzicka)

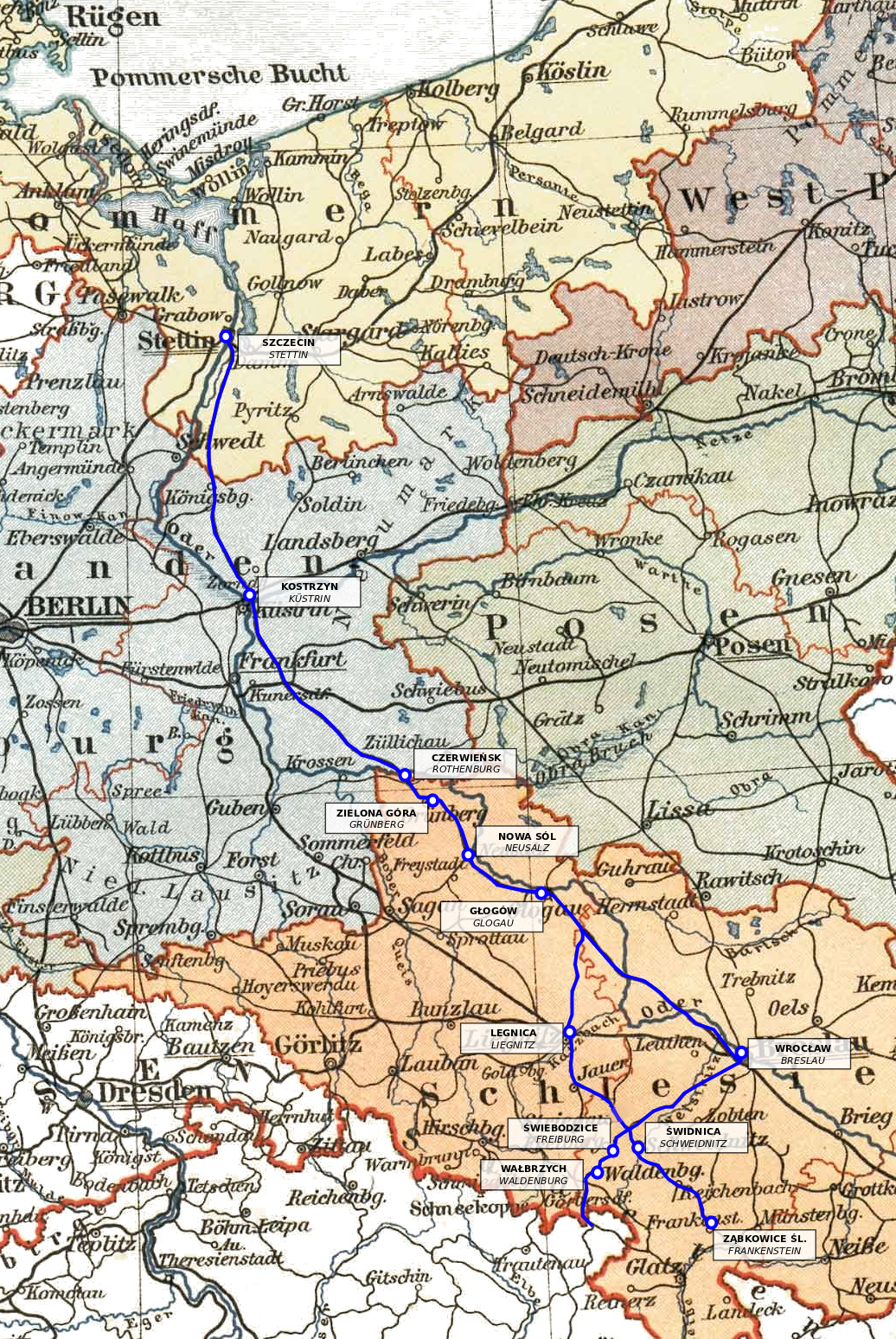
Trasy Kolei Wrocławsko-Świdnicko-Świebodzickiej w 1886 r., w tym linia biegnąca przez Legnicę

Kolejnym chronologicznie połączeniem kolejowym Legnicy był odcinek linii kolejowej doprowadzony do miasta ze Strzegomia, wybudowany przez Towarzystwo Kolei Wrocławsko-Świdnicko-Świebodzickiej. Była to część wielkiej inwestycji prowadzonej przez tę spółkę – budowy magistrali kolejowej z Międzylesia, skąd można było dojechać wówczas na sieć kolei austriackich, do portów morskich w Szczecinie i Świnoujściu.
Otwarcie odcinka Strzegom – Legnica nastąpiło 16 grudnia 1856. Przejezdna stała się wówczas trasa do Dzierżoniowa (przez miasta Jawor, Strzegom, węzeł w Jaworzynie Śląskiej oraz Świdnicę), gdzie wówczas kończyła się linia.
Plany rozbudowy linii na północ od Legnicy, stwarzające potencjalną konkurencję w przewozach w kierunku Berlina, napotkały na zdecydowany opór ze strony zarządu upaństwowionej już wówczas Kolei Dolnośląsko–Marchijskiej. Nowa linia Kolei Wrocławsko–Świdnicko–Świebodzickiej, poprzez węzeł kolejowy w Czerwieńsku, miała uzyskać połączenie z linią Kolei Marchijsko–Poznańskiej, co stanowiło zagrożenie interesów państwowego operatora, prowadzącego przewozy z Wrocławia do Berlina przez Legnicę i Węgliniec. Na budowę linii zezwolono dopiero na przełomie lat 60. i 70. XIX w., kiedy – wówczas już również kontrolowana przez państwo Kolej Górnośląska – wyprzedziła BSFE w staraniach o połączenie Pomorza z Wiedniem, posiadając linie: z Międzylesia do Wrocławia (wybudowana w latach 1871–1875), połączoną ze starszą linią z Wrocławia do Poznania (wybudowana w 1856) oraz kontrolując Kolej Poznańsko–Stargardzką, natomiast Kolej Dolnośląsko–Marchijska zbudowała już skracające drogę połączenie do Żar.
Kolej Wrocławsko–Świebodzicka oddawała linię w kierunku północnym etapami: do Lubina 25 grudnia 1869, do Głogowa 9 stycznia 1871, do Czerwieńska 1 października 1871, do Rzepina 1 maja 1874, do Kostrzyna 2 stycznia 1875, do Chojny 16 listopada 1876 i do Szczecina (Dworzec Wrocławski) 15 maja 1877.
Porzucono pierwotne plany doprowadzenia trasy do Świnoujścia. W latach 1872–1874 zbudowano natomiast liczące 74,4 km skrótowe połączenie z Wrocławia przez Wołów i Brzeg Dolny, łączące się z linią od Legnicy w miejscowości Rudna, wykluczające konieczność kursowania z Wrocławia na nową linię wydłużoną drogą przez Jaworzynę Śląską. Trasę, na której wzniesiono dwa wielkie mosty na Odrze: w Ścinawie i Brzegu Dolnym, uruchomiono 1 sierpnia 1874.

#### Linia kolejowa Legnica-Mirsk
W powiatach, na których znajduje się ta linia od lat 80. XIX w. szczególnie odczuwalna była stagnacja związana z odpływem ludności do dużych ośrodków przemysłowych, spowodowanych upadkiem tradycyjnych rzemiosł i brakiem dogodnych szlaków komunikacyjnych. Dlatego też Landtag pruski w 1882 przeznaczył środki finansowe na budowę linii między Mirskiem a Legnicą. Budowę rozpoczęto od strony Mirska, skąd 1 stycznia 1884 otwarto odcinek Mirsk – Gryfów Śląski, odcinek Lwówek Śląski – Gryfów Śląski 15 października 1885, trasę Nowa Wieś Grodziska – Lwówek Śląski 1 grudnia 1895, natomiast odcinek Jerzmanice Zdrój – Nowa Wieś Grodziska 15 maja 1896.
Odcinek Legnica – Złotoryja został otwarty 15 października 1884 w celu obsługi transportu z kopalń i kamieniołomów, a także produktów rolnych. Odcinek Złotoryja – Jerzmanice Zdrój uruchomiono 16 września 1895. Odcinek Jerzmanice – Lwówek Śląski wznoszono i oddawano do użytku z przeciwnego kierunku, od strony Lwówka Śląskiego.

### Początki kolei w Legnicy – pierwszy legnicki dworzec

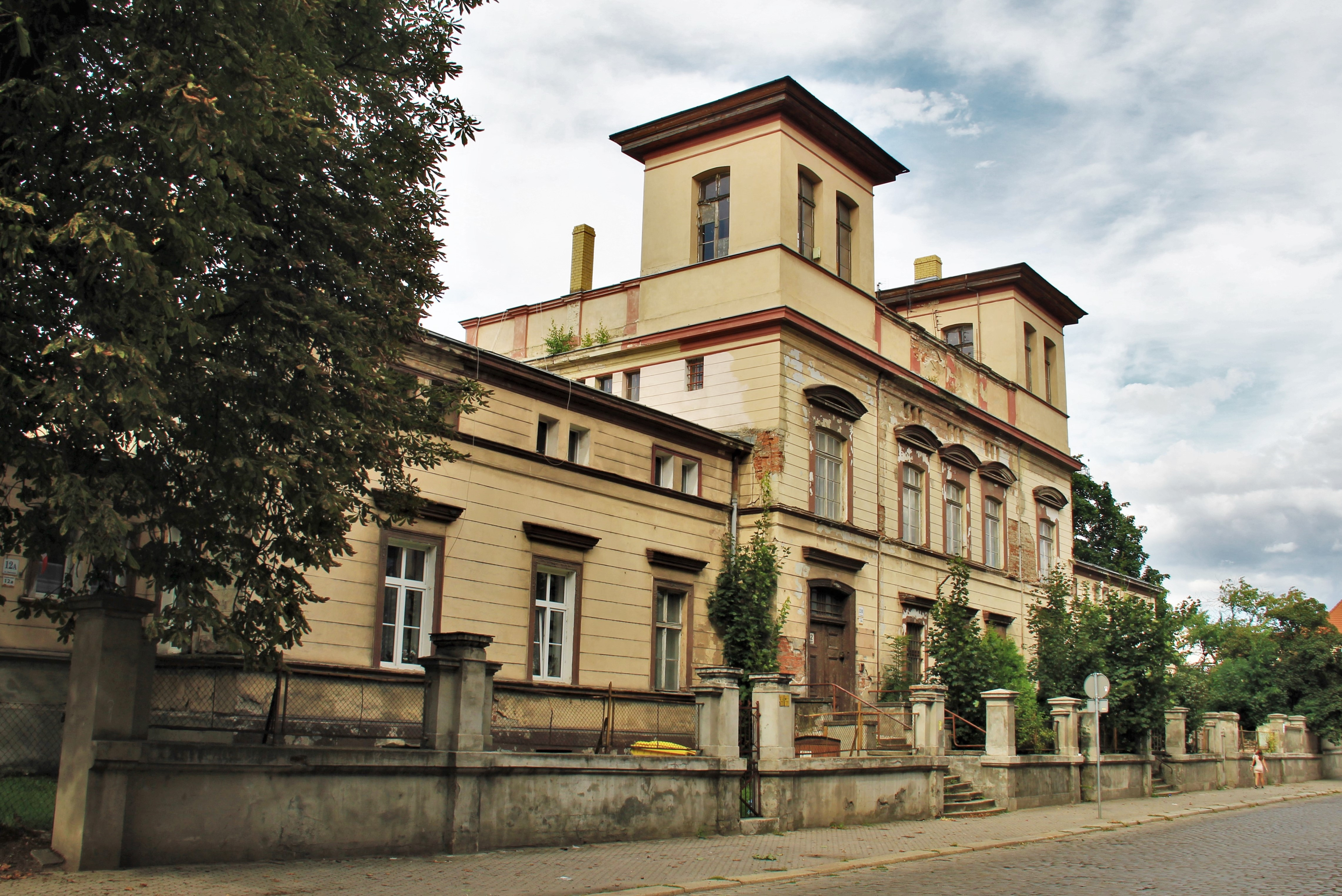
Pierwszy legnicki dworzec. Wygląd współczesny

Gmach pierwszego legnickiego dworca istnieje do dziś i znajduje się około 50 metrów na wschód od użytkowanego obecnie budynku. Został zbudowany według projektu Juliusa Mangera, a oddany do użytku 18 października 1844, wraz pierwszym ukończonym odcinkiem budowanej wówczas linii Wrocław – Berlin. Budynek, bliźniaczo podobny do dworca kolejowego w Bolesławcu, pełnił swą rolę przez blisko 40 lat.

### Rozwój węzła – drugi legnicki dworzec

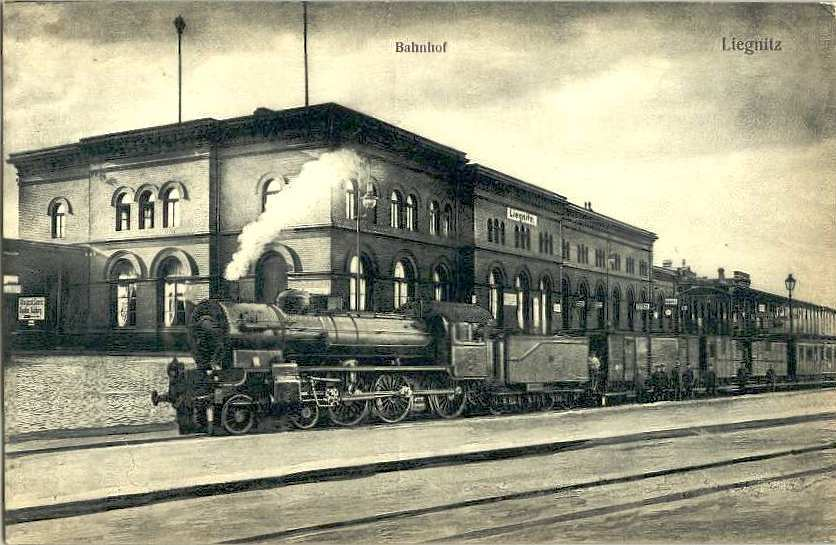
Drugi legnicki dworzec na kartce pocztowej z 1915 roku

W miarę rozwoju węzła legnickiego, stary dworzec przestał być wystarczający. Z braku dostatecznej powierzchni dla budowy w dotychczasowym miejscu nowego, większego obiektu, rozbudowaną stację przeniesiono w kierunku wschodnim. Dworzec w nowym miejscu zrealizowano jako wyspowy, pomiędzy dwoma liniami kolei państwowej, tworząc założenie podobne do stacji w Węglińcu, jednak inaczej niż tam, w Legnicy połączone z miastem tunelami. Otwarcie tego obiektu miało miejsce 10 maja 1880.
W 1898 roku dworzec został skomunikowany z odległymi częściami Legnicy powstałą w mieście komunikacją tramwajową. Z czasem, linie, których trasy zbiegały się na pętli przed dworcem, zostały przedłużone do podmiejskich wsi: Starych Piekar i Przybkowa.
Pierwsze dwudziestolecie dwudziestego wieku to czas przebudowy wielu większych stacji. Inwestycje planowano i przeważnie rozpoczynano przed I wojną światową, natomiast wskutek wahań koniunktury gospodarczej, kończono często na przełomie lat 20. i 30. XX w. W historycznym ciągu linii berlińskiej – Kolei Dolnośląsko-Marchijskiej – przebudowie i modernizacji poddano wszystkie najważniejsze punkty: stację rozrządową Wrocław Gądów, Miłkowice, Lubsko i Frankfurt. Całościowej przebudowie poddano również dwa węzły – żagański i legnicki.

### Modernizacja węzła – trzeci legnicki dworzec
Przebudowę węzła legnickiego rozpoczęto w 1912, przenosząc stopniowo tory kolejowe na nasypy. Następnie, celem odseparowania tranzytowego ruchu pasażerskiego od towarowego, rozpoczęto w 1914 budowę kolejowej obwodnicy towarowej Legnicy. Budowę kolei obwodowej przerwały problemy gospodarcze związane z wybuchem I wojny światowej. Ostatecznie, obwodnicę ukończono i otwarto w 1926, co pozwoliło na zakończenie prac nad modernizacją układu torowego legnickiej stacji. Budynek dworcowy, wznoszony w latach 1922–1929, częściowo otwarto dla użytkowników w czerwcu 1927 tuż przed odbywającą się w mieście wielką niemiecką wystawą sztuki ogrodniczej i dolnośląskich rzemiosł Deutsche Gartenbau und Schlesiche Gewerbe Austelung (w skrócie Gugali). Udostępniono wówczas podróżnym hall wraz nowymi okienkami kasowymi; jednocześnie zamknięto stary dworzec. Kolejne pomieszczenia, m.in. doceniane przez ówczesną prasę okazałe poczekalnie dla poszczególnych klas wraz z dworcową restauracją oraz część biurową dworca, otwierano stopniowo w latach 1928–1929. W 1929 cztery spośród pięciu nowych peronów przykryto jednonawową halą peronową ze stali krzemowej. Przez wiele lat była to jedna z zaledwie trzech (obok Bytomia i Wrocławia Głównego) hal peronowych na terenie dzisiejszej Polski. Uroczyste otwarcie dworca nastąpiło 7 grudnia 1929, dwa i pół roku po faktycznym uruchomieniu zmodernizowanej stacji. Przed budynkiem dworca postawiono rzeźbę leopardów według koncepcji Ottona Pilza.

### Lata powojenne

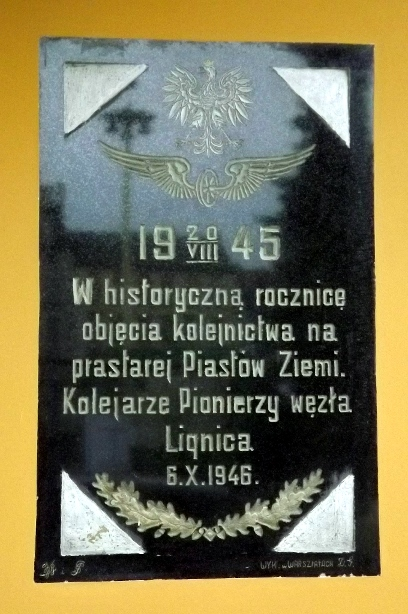
Tablica upamiętniająca przejęcie dworca przez polskich kolejarzy

Tuż po zakończeniu działań wojennych II wojny światowej szlak Wrocław – Bolesławiec został przekuty na szeroki tor (1520 mm), następnie przez kilka miesięcy znajdował się pod administracją radziecką i służył zaopatrzeniu armii i wywózce tzw. dóbr trofiejnych z Ziem Odzyskanych w głąb Związku Radzieckiego. Polskie Koleje Państwowe przejęły zarząd nad całą dolnośląską koleją od wojska radzieckiego 15 sierpnia 1945, natomiast trzy dni później formalnie zakończono odbudowę odcinka linii magistralnej między Wrocławiem a Bolesławcem. Stacja Lignica (pierwotna polska nazwa miasta Legnica) została przejęta przez polskich kolejarzy 19 sierpnia 1945, co upamiętniła odsłonięta 6 października 1946 pamiątkowa tablica przed głównym wejściem do hallu.
Początkowo ruch pociągów był dość ograniczony z uwagi na ogólne realia powojenne oraz wysadzenia obiektów mostowych pod koniec wojny (np. Bolesławiec, Jędrzychowice). W pierwszej połowie 1946 między Legnicą a Wrocławiem kursowały zaledwie 4 pociągi dziennie, które trasę pokonywały w 2 godziny. Z czasem, w miarę naprawy urządzeń sterowania ruchem, torowiska i pozyskiwania taboru, sytuacja na liniach wychodzących z Legnicy uległa normalizacji, choć nowe warunki geopolityczne poskutkowały zmianę znaczenia dotychczasowej głównych linii magistralnych (do Berlina i Drezna). Ciąg Węgliniec – Wrocław był nadal intensywnie eksploatowany w ruchu towarowym i pasażerskim, choć linia miała już charakter zbiorczego połączenia regionalnego, a głównym kierunkiem przewozów stał się Wrocław.
W lipcu 1977 roku na legnickim dworcu zakończono daleko idące prace remontowe. Wymieniono na blaszane poszycie dachu hali peronowej, przebudowano urządzenia sterowania ruchem kolejowym na przekaźnikowe, wymieniono system informacji pasażerskiej – zainstalowano charakterystyczne, podświetlane tablice z rozkładem jazdy w hallu i nad peronami. Na peronie trzecim ustawiono wówczas kiosk Ruchu, a w hallu – funkcjonujące przez pewien czas automaty biletowe i automatyczne schowki na bagaż. Na dworcu funkcjonowały wówczas punkty handlowe i gastronomiczne (w tym jeden na peronie 4), kwiaciarnia, restauracja. Czynnych było 5 okienek kasowych.
Siedem lat później, w 1984 dokonano elektryfikacji i remontu torów z Wrocławia, następnie w kierunku Bolesławca (1985), Lubina oraz Nowej Wsi Legnickiej (1986) i Złotoryi (1988). W 2004 wymieniono tory w peronach 3. i 4. w ramach modernizacji europejskiego korytarza kolejowego E-30. Po elektryfikacji linii Wrocław – Miłkowice i modernizacji stacji Legnica, w połowie lat 80. XX w. dotychczasowe nastawnie elektromechaniczne zastąpiono jedną, nowo wybudowaną centralną nastawnią dysponującą, wyposażoną w urządzenia przekaźnikowe. Budynek nastawni dysponującej wzniesiono w północnej części stacji od strony ulicy Ścinawskiej – nieopodal wieży wodnej.
Równolegle z transformacją gospodarczą kraju i restrukturyzacją kolei, znaczenie i funkcjonalność legnickiego dworca spadało. Już pod koniec lat 90. z dworca wyprowadziła się większość handlowców. Dotychczasowe pomieszczenia handlowe w murowanych pawilonach z lat 70. na peronach zagospodarowano na potrzeby kolei – na peronie 3. w miejscu dawnego kiosku przeniesiono posterunek dyżurnego ruchu peronowego, a dawny punkt gastronomiczny na peronie 4. zaadaptowano na posterunek rewizji technicznej. Zmniejszano zakres odprawy podróżnych: zlikwidowano przechowalnię bagażu, odrębne okienko informacji kolejowej, zmniejszono z 5 do 3 liczbę okienek kasowych (2 okienka spółki Przewozy Regionalne i 1 okienko PKP Intercity). Na przełomie 2011 i 2012 roku ograniczono godziny pracy kas – przestały być całodobowe.
W maju 2007 część dawnego placu manewrowego za dworcem ogrodzono i adaptowano na parking strzeżony dla klientów i pracowników kolei. Powstało 67 miejsc parkingowych dla samochodów osobowych oraz 15 dla rowerów.
Pod koniec 2008 roku, wraz z powstaniem spółki Koleje Dolnośląskie, w jednym z pomieszczeń sklepowych (dawny kiosk w hallu) ulokowano firmowe Biuro Obsługi Klienta.

## Linie kolejowe
Stacja stanowi węzeł kolejowy dla kilku linii, w tym międzynarodowej E30. Ze stacji biorą początek, przebiegają lub kończą się następujące linie:
- 137 Katowice – Legnica (283,905 km),
- 275 Wrocław Muchobór – Gubinek (E30; d. Wrocław Muchobór – Guben; 65,113 km),
- 284 Legnica – Jerzmanice Zdrój (d. Legnica – granica państwa; 0,000 km),
- 289 Legnica – Rudna Gwizdanów (0,241 km).

Układ torowy to 9 torów przy peronach oraz grupy torów: odstawczych za 4. peronem, postojowych za lokomotywownią, towarowych, rozrządowych wraz z górką rozrządową i przy magazynach.

## Infrastruktura

### Dworzec kolejowy i hala peronowa

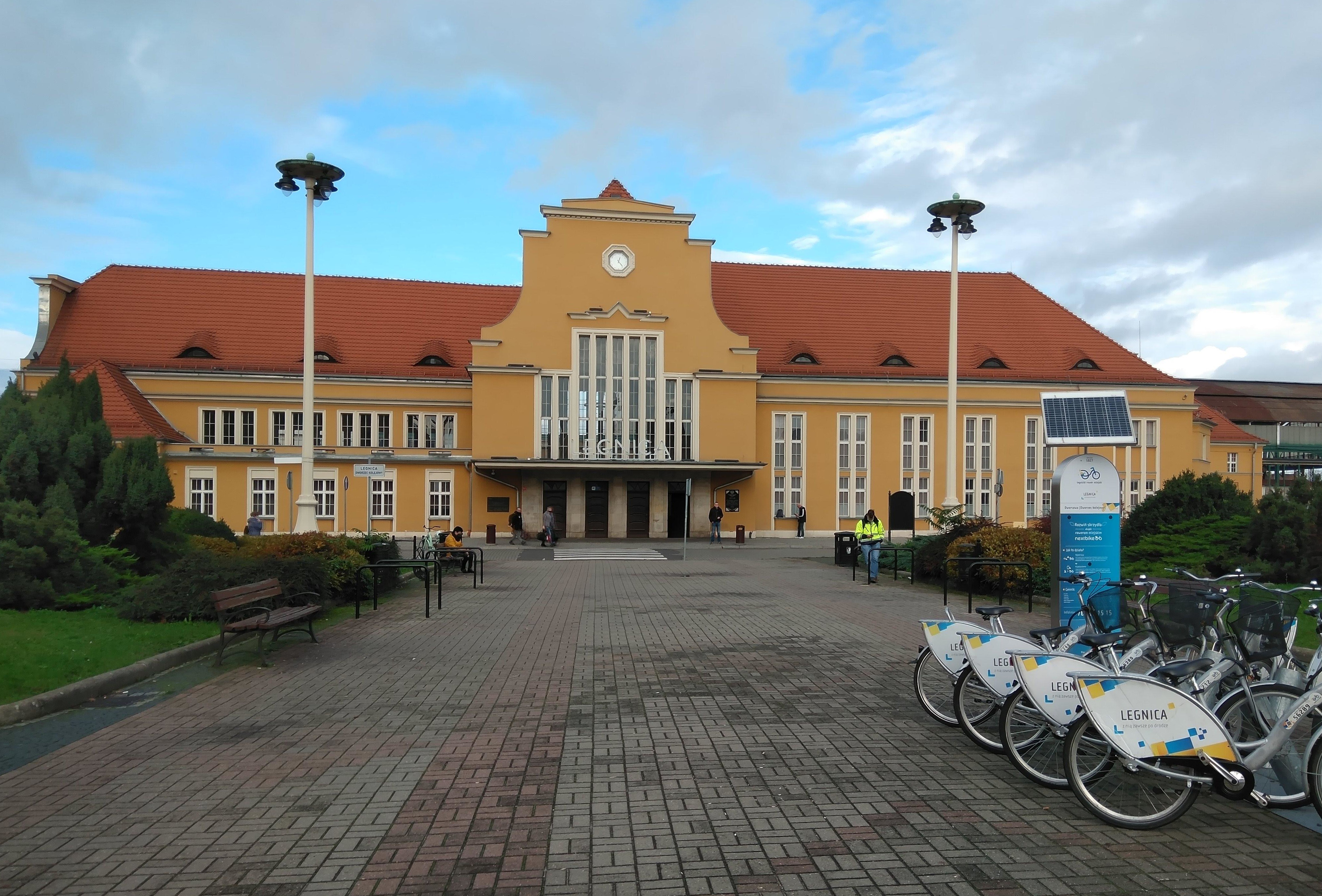
Gmach obecnego dworca (2020)

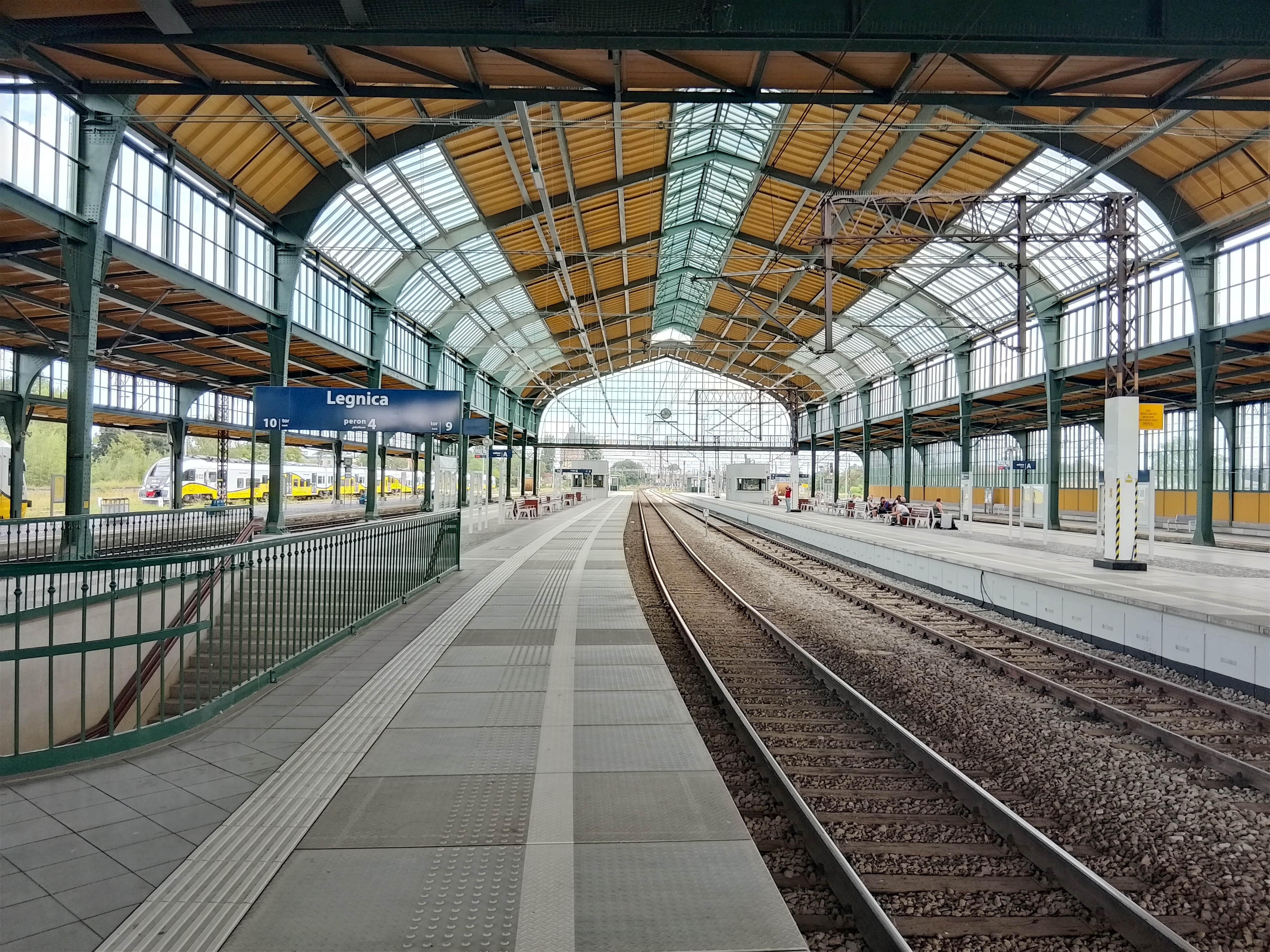
Wnętrze hali peronowej (2024)

Budynek dworca usytuowany jest przy ul. Dworcowej 5, po południowej stronie torów. Wejście główne prowadzi od pl. Dworcowego i ul. Kolejowej (południe), natomiast wejście boczne od ul. Dworcowej. Budynek z położonymi ponad poziomem ulic peronami łączy przejście podziemne (wyjścia na perony od strony zachodniej), ponadto drugi tunel (wyjścia od strony wschodniej) łączy perony z ul. Ścinawską i obecnie nieczynną stacją Legnica Północna.
Obecny dworzec wzniesiony został w latach 1927–1929 na podstawie modernistycznego projektu Roberta Heidera i Roberta Günthera, który stworzyli we współpracy z radcami budowlanymi Niemieckich Kolei Rzeszy. Uroczystego otwarcia dokonano 7 grudnia 1929. Pod względem architektury, stanowi jednocześnie prócz charakteru modernistycznego przykład budowli ekspresjonistycznej. Do budynku dworca przylega hala peronowa – stalowa konstrukcja z główną nawą przekrytą trójprzegubowymi łukami Tudora (dźwigary blachownicowe) o rozpiętości ok. 46 m, będąca daleką kopią rozwiązania z dworca Hamburg Hauptbahnhof – jest obecnie jedną z trzech historycznych hal peronowych na terenie Polski (pozostałe znajdują się na stacjach Wrocław Główny i Bytom). W 1987 dworzec wpisano do rejestru zabytków. Legnicki dworzec przez prawie 80 lat nie był w zasadzie poddawany większym remontom. Modernizacji gmachu dworcowego dokonano w latach 2012–2013.
PKP Polskie Linie Kolejowe w marcu 2018 podpisały z Grupą Ferwaterm umowę na modernizację stacji obejmującą m.in. przebudowę peronów nr 3 i 4, montaż wind na 4 peronach, przebudowę głównego tunelu, remont zadaszenia. Prace remontowe zaczęto w lecie następnego roku.

### Pozostała infrastruktura
Na stacji znajdują się:
- magazyny ekspedycji, towarowe i place ładunkowe,
- lokomotywownia,
- wieża wodna (nieużywana),
- 5 nastawni.

## Połączenia kolejowe
Według rozkładu jazdy z 13 grudnia 2020 r. stacja Legnica obsługiwana jest przez następujące pociągi:
| Przewoźnik          | Stacja docelowa |               | Przewoźnik | Stacja docelowa |
| ------------------- | --- | ------------- | --- | --------------- |
| Koleje Dolnośląskie | 1. Bielawa Zachodnia 2. Duszniki-Zdrój 3. Forst Lausitz 4. Głogów 5. Görlitz 6. Jelcz-Laskowice 7. Kamieniec Ząbkowicki 8. Kłodzko Miasto 9. Kudowa-Zdrój 10. Lubań Śląski 11. Lubin 12. Międzylesie 13. Węgliniec 14. Wrocław Główny 15. Zgorzelec 16. Żary | PKP Intercity | 1. Berlin-Charlottenburg 2. Berlin Hauptbahnhof 3. Białystok 4. Jelenia Góra 5. Kraków Główny 6. Lublin Główny 7. Przemyśl Główny 8. Szczecin Główny 9. Szklarska Poręba Górna 10. Świnoujście 11. Warszawa Wschodnia 12. Wien Hauptbahnhof 13. Wrocław Główny 14. Zgorzelec 15. Zielona Góra Główna |                 |